# Foreste pluviali della Nuova Guinea sud-orientale
Le Foreste pluviali della Nuova Guinea sud-orientale sono una ecoregione terrestre della ecozona australasiana appartenente al bioma delle Foreste pluviali di latifoglie tropicali e subtropicali (codice ecoregione: AA0105) che si sviluppa per circa 77.500 km2 sulla penisola di Papua nella Nuova Guinea.
Lo stato di conservazione è considerato relativamente stabile.

## Territorio

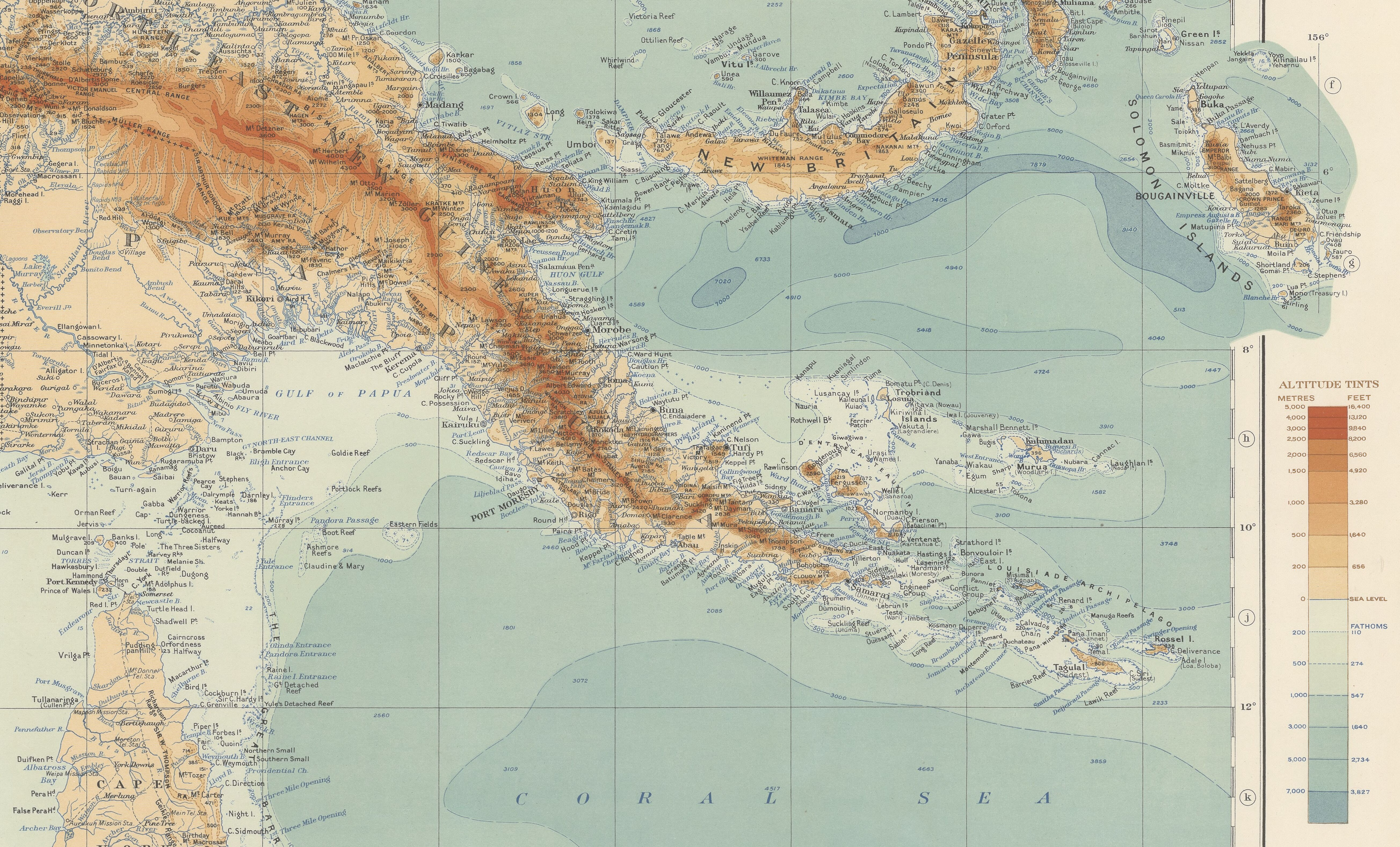
Mappa fisica della penisola di Papua

Questa ecoregione è costituita dalle foreste umide che si trovano sulla catena montuosa Owen Stanley e nelle zone costiere e di pianura circostanti, nella penisola di Papua nella Papua Nuova Guinea (PNG) sud-orientale.
L'ecoregione si sviluppa per una lunghezza di circa 650 km dalle propaggini orientali dei Monti Bismarck, a nord-ovest, fino a Milne Bay nella punta estrema della penisola di Papua a sud-est. Piccole aree delle vette più elevate che contengono habitat ecologicamente fragili, sono inserite nell'adiacente ecoregione chiamata Praterie subalpine della Catena Centrale (AA1002).
La regione è contigua verso nord-ovest con la regione delle Foreste pluviali montane della Cordigliera Centrale.
Il territorio è attraversato in direzione nord-sud dal Kokoda Track, un sentiero impervio che partendo da Kokoda nel Distretto di Sohe sui monti Owen Stanleys giunge fino a Owers' Corner, a circa 50 km a nord.est di Port Moresby. Il sentiero divenne famoso nel 1942 in quanto fu sede di una campagna militare fra i giapponesi e le truppe australiane.
Il clima dell'ecoregione è tropicale umido, caratteristico di questa parte della Melanesia, situata nell'Oceano Pacifico occidentale a nord dell'Australia
La geologia di superficie della Cordigliera Centrale, di cui le Owen Stanley sono un'estensione, è generalmente composta da rocce ignee metamorfiche e intrusive. Più specificamente, questa ecoregione è composta da arenaria greywacke mesozoica metamorfica, siltite e vulcani marini ricoperti da intrusivi miocenici, sedimenti marini e terrestri a grana fine del Pliocene e lave e piroclastiti quaternari.

## Flora

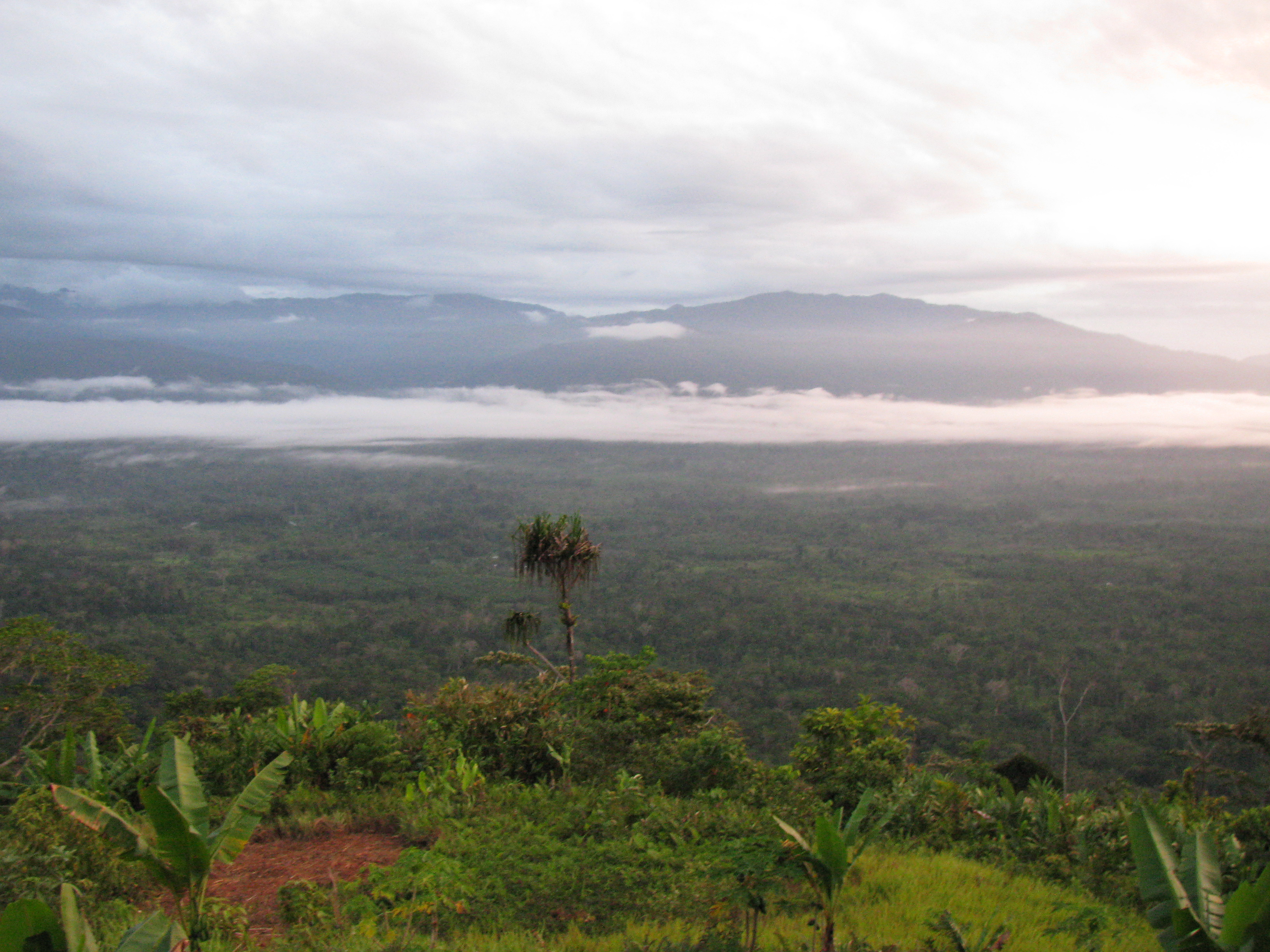
Alola, Kokoda Track, Papua New Guinea

La maggior parte di questa ecoregione è composta da foresta tropicale umida sempreverde, con una percentuale significativa (25%) di foresta tropicale montana sempreverde. Si trovano anche percentuali minori di foresta montana superiore e foresta di palude d'acqua dolce.
La foresta di pianura è composta sia da tipi alluvionali che collinari. La foresta alluvionale di pianura ha una volta a più livelli e irregolare, con molte piante emergenti. Il sottobosco della foresta contiene uno strato di arbusti ed erbe con una varietà di rampicanti, epifite e felci. Le palme possono essere comuni nello strato di arbusti. La foresta di pianura collinare con volta un po' più bassa e più chiusa contiene uno strato di arbusti più aperto ma uno strato erbaceo più denso. Le palme sono meno numerose. Gli alberi a baldacchino dominanti includono specie di Pometia, Canarium, Anisoptera, Cryptocarya, Terminalia, Syzygium, Ficus, Celtis, Dysoxylum e Buchanania. Koompassia, Dillenia, Eucalyptopsis, Vatica e Hopea sono localmente abbondanti. Fitti boschi di Araucaria, gli alberi tropicali più alti del mondo, sono presenti in luoghi sparsi. La foresta di pianura fino a 1.400 m sul lato nord degli Owen Stanley è composta da Pometia, Terminalia, Myristica, Horsfieldia, Celtis e Ficus.
Le foreste montane hanno chiome più piccole e chiome più uniformi rispetto alle foreste di pianura collinare. La densità degli alberi può essere elevata, così come la densità degli arbusti. Le foreste montane inferiori che si diramano dalle pianure sono dominate da querce come Castanopsis acuminatissima, Lithocarpus, Elaeocarpaceae e allori. Araucaria di settanta metri può formare fitti boschi nelle aree più basse. Il Nothofagus, a volte in boschi monotipici, è evidente nelle zone medie e superiori coperte di muschio dell'ecoregione.
In questa ecoregione si trovano sette centri di diversità vegetale (CDP).

## Fauna
La ricchezza faunistica della regione è generalmente elevata e l'endemismo è generalmente da moderato ad elevato se confrontato con quello di altre ecoregioni in Indo-Malesia. La ricchezza di uccelli e la ricchezza di rettili e anfibi e l'endemismo risultano particolarmente elevati.

### Mammalia

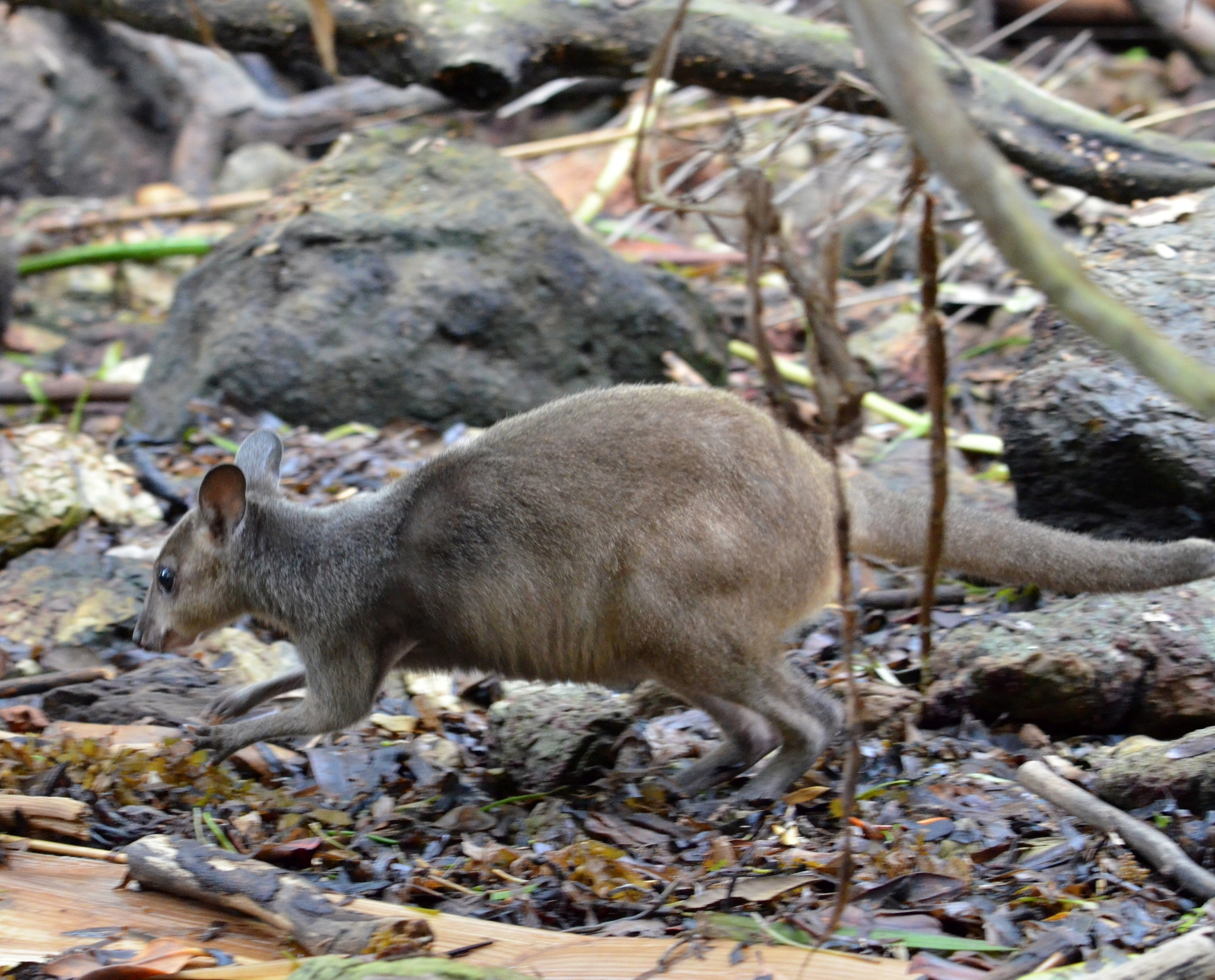
Dorcopsis luctuosa, Papua Nuova Guinea, 2004

La fauna dei mammiferi è composta da un'ampia varietà di marsupiali tropicali dell'Australasia, tra cui i canguri arboricoli. Ci sono 138 specie di mammiferi nell'ecoregione, di cui 28 sono endemiche o quasi endemiche. Sono inclusi il Pipistrello dalle orecchie lunghe della Nuova Guinea (Pharotis imogene) e il Ratto d'acqua dalle grandi gambe (Leptomys elegans) in pericolo critico e il ratto montano della Nuova Guinea di Van Deusen (Stenomys vandeuseni.
Altre specie di mammiferi endemici o quasi endemici della regione includono:
- dasiuro dalla striscia larga (Murexia rothschildi),
- planigale di Papua (Planigale novaeguineae),
- bandicoot gigante (Peroryctes broadbenti),
- bandicoot papua (Microperoryctes papuensis),
- dorcopside di Macleay (Dorcopsulus macleayi),
- dorcopside grigio (Dorcopsis luctuosa),
- pademelon scuro (Thylogale brunii).

### Aves

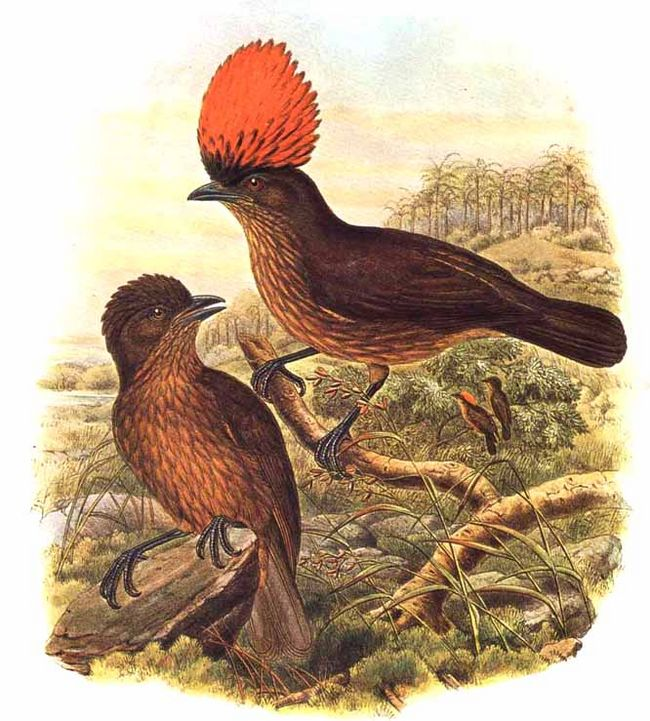
Amblyornis subalaris, illustrazione di Richard Bowdler Sharpe, 1884

L'avifauna dell'ecoregione ha caratteristiche australasiatiche e include diversi rappresentanti di famiglie australasiatiche fra cui Paradisaeidae, Ptilonorhynchidae, Eopsaltridae, e Meliphagidae.
Poiché l'ecoregione comprende aree costiere, di pianura e montane, il numero di uccelli presenti nell'ecoregione è piuttosto elevato (510 specie di uccelli). Quaranta di queste sono endemiche o quasi endemiche.
Questa ecoregione costituisce l'estremità orientale dell'Endemic Bird Area (EBA) delle montagne della Papua centrale EBA. Mentre l'EBA contiene un totale di cinquantatré uccelli ad areale ristretto, questa ecoregione ne contiene solo alcuni, ventisette dei quali sono condivisi con l'ecoregione delle Foreste pluviali montane della Cordigliera Centrale, uno dei quali si trova anche nelle Praterie subalpine della Catena Centrale e due dei quali non si trovano in nessun'altra parte della Terra: l'uccello giardiniere striato (Amblyornis subalaris) e la paradisea dalle sei penne orientale (Parotia helenae).
Altre specie endemiche o quasi endemiche della regione sono:
- Tanysiptera danae o martin pescatore del paradiso dalla testa bruna;
- Lonchura monticola o donacola di montagna;
- Lonchura caniceps o cappuccino testa grigia;
- Psittacella picta o pappagallo tigrato dipinto;
- Anthus gutturalis o spioncello della Nuova Guinea;
- Eulacestoma nigropectus o aratore crestato;
- Amalocichla sclateriana o tordino maggiore della Nuova Guinea;
- Pachycephala leucogastra o Zufolatore panciabianca.

## Conservazione

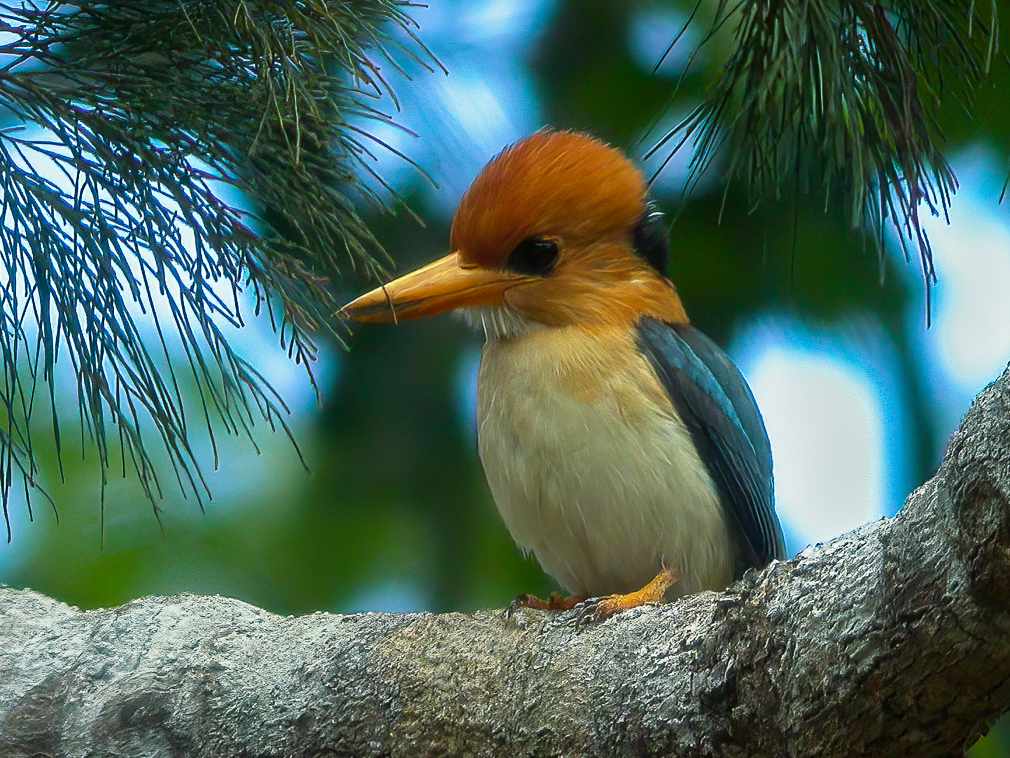
Martin pescatore dal becco giallo (Syma torotoro), Parco nazionale di Varirata, 2004

Sebbene le minacce per questa ecoregione siano basse, ci sono alcune minacce potenziali che includono il disboscamento, lo sfruttamento delle miniere di nichel e l'agricoltura tradizionale. La prevista estensione dell'autostrada dalla capitale, Port Moresby, fino a Milne Bay aumenterà l'accessibilità della pianura costiera a sud delle Owen Stanley Ranges, aprendo questa vasta area forestale allo sfruttamento.
Lo stato di conservazione della regione è considerato relativamente stabile/intatto.
Le principali aree protette della regione sono:
- Parco nazionale Mc Adam;[6]
- Parco nazionale di Varirata;[7]
- Riserva di Paga Hill;[8]
- Riserva naturale del monte Susu;[9]